# Taio Cruz
Jacob Taio Cruz (nato Adetayo Ayowale Onile-Ere; Londra, 23 aprile 1980) è un cantante britannico.
Ha raggiunto il successo mondiale tra il 2008 e il 2009, con la pubblicazione degli album Departure e Rokstarr e in particolare con il successo dei singoli Break Your Heart, Hangover e Dynamite.

## Biografia

### Esordi (2005-2006)
Nato da padre nigeriano e da madre brasiliana, quest'ultima per metà senegalese, Taio Cruz ha manifestato fin da ragazzino una predisposizione per la musica, tuttavia è solo negli anni del college che ha iniziato a lavorare come artista musicale. In quegli anni Cruz è entrato a far parte di un collettivo di autori musicali Redzone Entarteinment, creato dal produttore discografico Tricky Stewart. Fra i brani a cui ha lavorato in quegli anni figura la hit Your Game di Will Young, che gli permise di vincere un Brit Award nel 2005. In seguito ha fondato la Rokstarr Music London, tramite la quale ha pubblicato il suo singolo di debutto I Just Wanna Know nel 2006.  Nello stesso anno ha firmato un accordo con la 'Music Companies, la Republic Records e la Island Records.

### Departure, Rockstar (2008 - 2011)
Nel 2007 Cruz ha pubblicato il singolo Moving On, con cui ha ottenuto un piazzamento in top 30 nella classifica britannica. Nel 2008 ha prodotto e pubblicato il suo album di debutto Departure. Il progetto è stato promosso dai singoli Come On Girl (in collaborazione con la cantante britannica Luciana), I Can Be e She's Like a Star, quest'ultimo in collaborazione con Busta Rhymes e Sugababies. L'album era un progetto prettamente R&B e ottenne un buon successo nel Regno Unito, ottenendo il disco d'oro. In questo periodo gli venne offerto di incidere il brano Umbrella, successivamente diventato uno dei più grandi successi di Rihanna, ma l'artista rifiutò. Nel 2009 l'artista è apparso nel singolo Take Me Back di Tinchy Stryder, che ha raggiunto la numero 3 nella classifica britannica.
Il primo disco è stato seguito, l'anno successivo, nel mese di ottobre, del secondo Rokstarr, anticipato dal singolo Break Your Heart, in collaborazione col rapper Ludacris. Il brano divenne un enorme successo internazionale, raggiungendo la vetta in Stati Uniti, Regno Unito e Canada, diventando una hit in tanti paesi, vendendo globalmente oltre 5,2 milioni di copie. A differenza del precedente, quest'album presenta un sound tendente alla musica dance ed elettronica. Dall'album vennero successivamente estratti i seguenti singoli: Higher,, Dynamite, che divenne il più grande successo di Cruz, vendendo globalmente oltre 8 milioni di copie, e Dirty Picture feat. Ke$ha. Nel settembre del 2010 il cantante pubblica The Rokstarr Collection, una raccolta contenente tutti i singoli del cantante, nonché dei remix ufficiali di Higher in collaborazione con Travie McCoy e Kylie Minogue.

### TY,O, #Black, Roses Collection (2011-presente)
Nel marzo 2011 ha partecipato alla colonna sonora del film d'animazione Rio con il brano inedito Telling The World. Nel maggio successivo ha collaborato con David Guetta e Ludacris nel singolo Little Bad Girl, che ottenne un notevole successo internazionale. Nello stesso mese ha ricevuto per la prima volta un premio durante i Billboard Music Awards. Nell'ottobre del 2011 Cruz pubblica Hangover, singolo in collaborazione con il rapper Flo Rida che ebbe un ottimo successo in Europa. Il singolo anticiperà l'album che uscì il mese successivo dalla quale verranno estratti ulteriori 4 singoli: Troublemaker, There She Goes, World in Our Hands e Fast Car, tutti di scarso successo. Nel 2012 l'artista ha aperto la leg australiana del Planet Pit World Tour di Pitbull. Il 12 agosto 2012 si è esibito alla cerimonia di chiusura delle Olimpiadi di Londra.
Nel 2013 Cruz ha collaborato con deadmau5 nel singolo Touch The Sky. Nel 2014 ha annunciato la pubblicazione di un nuovo album intitolato #Black e pubblicato il lead single Don't You Dare; ad oggi l'album non è stato mai pubblicato. Nel 2015 ha pubblicato altri singoli intitolati Do You Like It e Booty Bounce, a cui hanno fatto seguito Row The Body con French Montana nel 2017 e altri singoli nel 2018. Il 6 Settembre 2019 l’artista pubblica il singolo Time For You in collaborazione con Wonder Stereo. Nel 2020 ha pubblicato un singolo intitolato proprio 2020, ancora in collaborazione con Wonder Stereo.

### Come autore
Oltre ai lavori scritti in gioventù, tra cui la già citata Your Game di Will Young, Cruz ha scritto vari brani per altri artisti nel corso degli anni. Cruz ha infatti scritto la hit Shine A Light di McFly e Take Me Back di Tinchy Stryder, entrambi singoli in cui figura anche come featured artist, nonché il noto singolo di Jennifer Lopez e Lil Wayne I'm Into You. Successivamente ha scritto alcuni brani per David Guetta, tra cui Without You cantata da Usher, e Mechanic Of The Heart di Cheryl dall'album A Million Lights.

## Discografia

### Album
- 2008 - Departure
- 2009 - Rokstarr
- 2010 - The Rokstarr Collection
- 2011 - TY.O

### Singoli
- 2006 - I Just Wanna Know
- 2007 - Moving On
- 2008 - Come On Girl (feat. Luciana)
- 2008 - I Can Be
- 2008 - She's Like a Star
- 2009 - Break Your Heart
- 2009 - No Other One
- 2010 - Dirty Picture (feat. Ke$ha)
- 2010 - Dynamite
- 2010 - Higher (feat. Kylie Minogue)
- 2011 - Telling the World
- 2011 - Falling in Love
- 2011 - Little Bad Girl (feat. David Guetta e Ludacris)
- 2011 - Hangover (feat. Flo Rida)
- 2012 - Troublemaker
- 2012 - There She Goes (feat. Pitbull)
- 2012 - World in Our Hands
- 2012 - Fast Car
- 2013 - Touch The Sky (feat. Deadmau5)
- 2014 - Don't You Dare
- 2015 - Do What You Like
- 2015 - Booty Bounce (feat. Tujamo)
- 2017 - Row The Body (feat. French Montana)
- 2018 - Signs
- 2018 - Me On You
- 2019 - Time For You (feat. Wonder Stereo)
- 2020 - 2020 (feat. Wonder Stereo)